# Ворт, Дин Стодард
Дин Стодард Ворт (англ. Dean Stoddard Worth; 30 сентября 1927, Бруклин, Нью-Йорк — 29 февраля 2016, Литиц, Пенсильвания) — американский лингвист и литературовед, доктор наук (1956), председатель Международного комитета славистов, с 1995 почётный профессор в отставке Отделения славянских языков и восточноевропейских языков и литератур Калифорнийского университета в Лос-Анджелесе. Автор трудов по морфологии современного русского языка, истории русского языка, древнерусской литературе, ительменскому языку и др.

## Биография
Получил среднее образование в Академии Филлипса в Эксетере, высшее — в Дартмутском колледже. Изучал славистику в Сорбонне (у Андре Вайана и др.) и в Гарвардском университете; один из наиболее известных учеников Р. О. Якобсона среди послевоенного поколения американских славистов. После защиты докторской диссертации в Гарварде (1956) перешёл в Калифорнийский университет в Лос-Анджелесе, где преподавал вплоть до отставки в 1995 г.

## Труды
Внёс вклад в описание современной русской морфологии и особенно морфонологии (анализ явлений нулевой аффиксации, усечения и др.). В работах 1960—1970-х гг. использовал популярную в то время трансформационно-генеративную терминологию, но ряд наблюдений и выводов Ворта сохраняют свою значимость и вне этого теоретического контекста. Он является автором «Русского словообразовательного словаря» (1970, в соавторстве), одного из первых словообразовательных словарей русского языка.
Ворт активно пропагандировал достижения российской и европейской славистики в США, им написано множество рецензий, составлены библиографии работ по славистике; он оказывал поддержку не признаваемым официальной советской русистикой исследователям в 1960—1980-е гг.; был личным другом известного переводчика К. П. Богатырёва.
Исследовал лексику и поэтику «Слова о полку Игореве» и других памятников древнерусской литературы (в том числе новгородских берестяных грамот); занимался также проблемами древнерусской и современной русской метрики.
В 1960-е годы опубликовал ряд работ по ительменскому языку (в которых, в частности, выражал сомнение в генетическом родстве между ительменским и языками чукотско-корякской группы); издал ительменские тексты, собранные В. И. Иохельсоном, и словарь одного из ительменских диалектов.

## Публикации
Избранные статьи Д. Ворта изданы в русском переводе:
- Дин Ворт. Очерки по русской филологии / Пер. с англ. К. К. Богатырёва. — М.: Индрик, 2006. — ISBN 5-85759-362-X.

Это же издание включает полную библиографию работ автора.